# St. Ruprecht, Albeck
St. Ruprecht je naselje v Občini Albeck v Okraju Trg na Koroškem v Avstriji.